# Pirog
Il pirog (in russo пирог? , plurale пироги /piraˈɡi/) è una pietanza di pasta ripiena, dolce o salata, cotta al forno o fritta. Esiste una grandissima quantità di ricette di pirog: le variazioni riguardano la pasta (può essere usata pasta lievitata, pasta frolla o pasta sfoglia), il ripieno (dove può essere utilizzato ciò che più piace) e l'aspetto esteriore (i piroghi possono essere chiusi, aperti o fatti con la sfoglia).
Alcuni pirog vengono serviti in determinate occasioni, per esempio durante banchetti funebri o domande di matrimonio; in Russia il pirog è considerato il simbolo del focolare domestico.

## Pirog russi
Nella cucina russa il pirog viene preparato con pasta non dolce e solitamente ha una forma oblunga. Inoltre, durante la Quaresima, la pasta viene preparata con olio vegetale invece che con il burro. Esistono poi vari generi di pirog:
- kulebjaki: pirog aperti con ripieno di carne, pesce, funghi, bacche o cavolo.
- pirožki: piccoli pirog.
- kurnik: pirog con pollo e kaša.
- piroghi dolci con miele, marmellata o bacche.
- nakrepok: pirog con kaša friabile e coperto di pesce pregiato salato.
- rasstegaj: pirog di pasta lievitata, aperti e con vari ripieni

## Altri generi di pirog
In Francia è diffuso un tipo di pirog aperto, fatto di pasta non dolce e chiamato quiche.
In Ossezia, invece, il pirog è una pietanza immancabile sulla tavola delle feste
Negli Stati Uniti, il termine 'Pierogi' oppure 'Perogi' è spesso utilizzato per identificare tutti i tipi di pasta ripiena tipica dell'Est Europa, senza distinguerli per formato, grandezza o tipo di ripieno. Questo è un errore perché il termine 'Pierogi' è di per sé Slavo e significa "torte", che sono cotte oppure fritte, ma mai bollite in acqua, con l'eccezione delle nazioni Slave più occidentali, come la Polonia, dove i vareniki russi vengono chiamati Pierogi.